# 投89線
投89線，路線名稱為天池－力行檢查哨，舊名力行產業道路，是南投縣的鄉道，由南投縣政府所管理。投89線目前是台灣最長的一條鄉道，起點位於中131線福壽路台中南投縣市界處（福壽山農場靜觀亭附近），終點位於台14甲線仁和路路口，全長53.193公里。本線因地質脆弱、容易坍方，而有「惡路」的稱號。

## 歷史
起初南投縣並沒有可以連接梨山和北港溪沿線聚落的道路，僅能夠依靠步行方式前往，導致沿途部落交通不易。
1972年（民國61年），時任南投縣長林洋港在即將卸任前批准了總長54公里的產業道路，即是今日路廊的雛型，當時僅有泥地路廊而無水泥、柏油等基建。
1977年，配合望洋部落（馬烈霸部落）遷村，力行產業道路進行改善工程，並於民國69年（1980年）完工，當時已升任台灣省主席的林洋港亦乘車親赴部落驗收工程。
1996年，時任台灣省長宋楚瑜進行路線改善，亦親自參與力行二號橋一旁燕子口的路廊開闢工程（電鈕起爆炸藥的環節），並由隨行記者所記錄。
2008年12月，經行政院核定，力行產業道路升格為投89線鄉道。

## 途經
以下是投89線現行的起點、終點資訊：
| 縣市   | 鄉鎮 市區 | 地點 | 里程 （km） | 交會道路 | 備註                  |
| ------ | --------- | ---- | ----------- | -------- | --------------------- |
| 臺中市 | 和平區    | 天池 | 0.000       | 中131線  | 公路起點；銜接中131線 |
| 南投縣 | 仁愛鄉    |      | 53.193      | 台14甲線 | 公路終點              |
|        |           |      |             |          |                       |

### 沿途聚落
由北而南為：
- 華岡
- 翠巒部落（馬力觀），其鄰近的投89線14K至16K的路況不佳，是雨季發生坍方最為頻繁的路段[6]
- 紅香部落
- 馬烈霸部落
- 瑞岩部落

### 交會公路[7][8]
- 中131線
- 翠巒產業道路（投91線）
- 新望洋聯外道路
- 翠巒路
- 四區道路
- 力行產業道路紅香支線（瑞和路）[9]
- 力行產業道路翠峰支線[10]
- 力行產業道路瑞岩支線
- 台14甲線（仁和路）
- 慈峰聯外道路

### 其他
- 力行國民小學
- 力行吊橋[11]